# Edward Brian Davies
Edward Brian Davies FRS (Cardiff, 13 de junho de 1944 – 2 de junho de 2025) foi um matemático britânico, professor de matemática do King's College de Londres, autor do livro de divulgação científica Science in the Looking Glass: What do Scientists Really Know. Apresentou a Gauß-Vorlesung de 2010.

## Publicações

### Livros
- Davies, E. Brian (1976). Quantum Theory of Open Systems. [S.l.]: Academic Press. ISBN 0-12-206150-0
- Davies, E.B. (1980). One-Parameter Semigroups. Col: London Math. Soc. Monograph series. [S.l.]: Academic Press. ISBN 0-12-206280-9
- Davies, E.B. (1989). Heat Kernels and Spectral Theory. Col: Cambridge Tracts in Mathematics. 92. [S.l.]: Cambridge University Press. ISBN 0-521-36136-2[3]
- Davies, E.B. (1995). Spectral Theory and Differential Operators. Col: Cambridge Studies in Advanced Mathematics. 42. [S.l.]: Cambridge University Press. ISBN 0-521-47250-4
- Davies, E.B.; Safarov, Y. (1999). Spectral Theory and Geometry. Col: London Math. Soc. Lecture Note Series. 273. [S.l.]: Cambridge University Press. ISBN 0-521-77749-6
- Davies, E.B. (2003). Science in the Looking Glass. [S.l.]: Oxford University Press. ISBN 0-19-852543-5
- Davies, E.B. (2007). Linear Operators and their Spectra. Col: Cambridge Studies in Advanced Mathematics. 106. [S.l.]: Cambridge University Press. ISBN 978-0-521-86629-3
- Davies, E.B. (2010). Why Beliefs Matter: Reflections on the Nature of Science. [S.l.]: Oxford University Press. ISBN 978-0-19-958620-2